# 10591 Caverni
10591 Caverni eller 1996 PD3 är en asteroid i huvudbältet som upptäcktes den 13 augusti 1996 av de båda italienska astronomerna Giuseppe Forti och Maura Tombelli vid Montelupo-observatoriet. Den är uppkallad efter Raffaello Caverni.